# 宮城教育大学
宮城教育大学（みやぎきょういくだいがく、英語: Miyagi University of Education）は、宮城県仙台市青葉区にある国立大学。
国立大学法人宮城教育大学によって運営されている。略称は宮教大（みやきょうだい）、宮教（みやきょう）。

## 概観
仙台市都心部西部の青葉山に所在する。東北大学教育学部の一部が独立して設立された大学であり、東北大学青葉山キャンパスと隣接している。
全国に11ある国立系の教員養成大学の一つであり、東北地方では唯一の国立系の教員養成大学である。
教員がおよそ120名、学生・大学院生合わせて1700名ほどが在籍している。

## 沿革
新制東北大学の教育学部は、旧制宮城師範学校・旧制宮城青年師範学校と旧制東北大学法文学部の教育学系とをもって新設された。宮城師範学校・宮城青年師範学校はこの新設教育学部の教員養成系統となった。
教育学部には、大きく教育学系統と教員養成系統との2つがあるとされ、宮城教育大学は後者である。宮城教育大学の設置以前は、東北大学以外の旧帝国大学（旧帝大）は教員養成課程を単科の学芸大学（現在の教育大学）に分離設置しており、東北大は旧帝大として唯一教員養成系統の教育学部を置く大学であった。その後、宮城教育大学の設置によって、他の旧帝大と同様になった。
- 1873年（明治6年）4月 - 官立宮城師範学校創設。
- 1881年（明治14年）7月 - 宮城師範学校内に宮城書籍館（後の宮城県図書館）開設。同校講堂を閲覧室、同校書庫を業務室と書庫に利用。
- 1886年（明治19年）4月 - 師範学校令により、宮城県尋常師範学校（県立）となる。
- 1965年（昭和40年）4月1日 - 東北大学教育学部から教員養成系統を分離し、宮城教育大学を設置。
- 1967年（昭和42年）
  - 4月1日 - 東北大学教育学部附属中学校、附属小学校および附属幼稚園を本学に移管。
  - 6月1日 - 附属養護学校（小学部および中学部）設置。
- 1968年（昭和43年）4月1日 - 仮校舎（現在の仙台市太白区富沢字金山1番地）から現在地に移転。
- 1988年（昭和63年）4月1日 - 大学院教育学研究科（修士課程）設置。

## 基礎データ

### 所在地
- 青葉山キャンパス（〒宮城県仙台市青葉区荒巻字青葉149）
- 上杉キャンパス（〒宮城県仙台市青葉区上杉6-4-1）

### 象徴
校章は分離設置当時に制定されたものの、長らく公的には利用されてこなかった。40周年記念事業の一環として校旗とともに復元され、2006年より公式に利用されている。
学生歌は『山にありて』。作曲は当時の教官の福井文彦、作詞は学生からの公募で制定された。創立記念日は10月18日。

## 教育課程
教育学部および大学院専門職学位課程が設置されている。学生の在籍数は全ての課程を合わせておよそ1700名ほどであり、男女比は2:3程度である。留学生の占める割合は5%ほどであるが、その大部分は中国からの留学生である。さらに特別支援教育特別専攻科が設置されていたが、平成21年度をもって廃止された。

### 教育学部
1学年あたりの定員は345名であるが、実際にはそれを若干超える学生を受け入れている。入学生のおよそ半数が地元宮城県出身で、東北6県でおよそ9割を占める｡令和４年度から教育課程を再編した。

#### 専門職学位課程
入学定員52名。教員の養成・研修を目的とした教職大学院であり、修了者には教職修士（専門職）の学位が授与され、専修免許状を取得できる。

## 附属機関

### 附属図書館
蔵書38万冊

### 附属教育研究施設
- 保健管理センター
- 情報活用能力育成機構　情報基盤推進室
- 防災教育研究機構[2]
- 東北学校教育共創機構
- アドミッションオフィス
- 寄附教育研究組織（上廣倫理教育アカデミー）

## 学生生活

### 部活動
- 硬式野球部 - 仙台六大学リーグ所属

## 施設

### キャンパス
大学としての基本機能は全て青葉山キャンパスに集約されているが、教員養成大学としての性格から附属学校園のある上杉キャンパスも欠くことのできない重要拠点となっている。東北大学からの分離設置時に東北大学農学部（当時）が移転した跡地を利用する計画だったが、これが頓挫したため大学と附属学校とが地理的に分離してしまったという経緯がある。2つのキャンパス以外に、市内に女子学生寮がある。他に山元町には磯浜合宿研修施設があったが、東北地方太平洋沖地震（東日本大震災）に伴う津波により倒壊し、廃止された。

#### 青葉山キャンパス
仙台市青葉区の青葉山中腹にあり、宮城教育大学の主要な施設、および陸上競技場、野球場、テニスコート、屋外水泳プール等の運動施設、そして男子寮がこのキャンパスに存在している。敷地は21万平方メートル弱で、東北大学青葉山キャンパスに隣接している。仙台市地下鉄東西線開業以前は、仙台駅西口のバス乗り場（9番）から仙台市営バスが出ていた（宮教大前バス停までの所要時間は約20分）。近隣に仙台市地下鉄東西線の青葉山駅が2015年12月6日に開業し、仙台駅から青葉山方面への路線バスは廃止された。

#### 上杉キャンパス
市中央部にあり、附属学校園として幼稚園・小学校・中学校が置かれている。また教育臨床研究センターがあり、初等教育教員養成において重要な役割を果たしている。敷地は6万平方メートル弱で、宮城県立視覚支援学校・仙台市立上杉山中学校に隣接している。最寄駅はJR仙山線東照宮駅・北仙台駅であり、両駅とも徒歩10分を要する。地下鉄南北線北四番丁駅からは徒歩15分ほどである。仙台駅西口のバス乗り場（17～19番）から市営バスが出ており、附属小学校前バス停までの所要時間は約20分。

## 対外関係

### 他大学との協定
- 学都仙台コンソーシアム
- 放送大学学園と単位互換協定を結んでおり、放送大学で取得した単位を卒業に要する単位として認定することができる[3]。

#### 国際交流協定校
- 東北師範大学（中華人民共和国）
- 中華大学（台湾）
- 高雄大学（台湾）
- 大邱教育大学校（大韓民国）
- 南ソウル大学校（大韓民国）
- タイ王国教育省国立教職員開発研究所
- エセックス大学（イギリス）
- ペルージャ外国人大学（イタリア）
- ダーラナ大学（スウェーデン王国・ファールン市）
- ウェスレー大学（アメリカ合衆国）
- デラウェア州立大学（アメリカ合衆国）
- セントラルクイーンズランド大学（オーストラリア）

### 国内公的機関との協定
- 国土交通省東北地方整備局（防災教育の推進）[4]

## 系列校
|            | 普通学校                                                                                            | 特別支援学校                                                                                                   |
| ---------- | --------------------------------------------------------------------------------------------------- | --- |
| 高等学校   | -                                                                                                   | 宮城教育大学附属特別支援学校高等部（北緯38度15分38.2秒 東経140度50分3.8秒 / 北緯38.260611度 東経140.834389度） |
| 中学校     | 宮城教育大学附属中学校（北緯38度16分38.2秒 東経140度52分33.2秒 / 北緯38.277278度 東経140.875889度） | 宮城教育大学附属特別支援学校中学部                                                                             |
| 小学校     | 宮城教育大学附属小学校（北緯38度16分41秒 東経140度52分32.6秒 / 北緯38.27806度 東経140.875722度）    | 宮城教育大学附属特別支援学校小学部                                                                             |
| 幼稚園     | 宮城教育大学附属幼稚園（北緯38度16分39秒 東経140度52分37.4秒 / 北緯38.27750度 東経140.877056度）    | - |
| キャンパス | 上杉キャンパス                                                                                      | 青葉山キャンパス                                                                                               |

- 普通学校には教諭が65名、児童・生徒は合計で1500名ほど在籍している。
- 特別支援学校には教諭が30名、児童・生徒は合計で60名ほど在籍している。2007年4月1日より同大学附属養護学校から改称。